# Oost-Pruisisch voetbalkampioenschap 1912/13
In 1912/13 werd opnieuw geen Oost-Pruisische voetbalcompetitie gespeeld. Wel werden de competities uit deze regio apart gespeeld en plaatsten de winnaars zich voor de Baltische eindronde.

## Bezirk Königsberg
De heen- en terugwedstrijd tussen VfB Königsberg II en Akademischer SC Königsberg werden om een onbekende reden als nederlaag voor beide teams geteld. 
| Plaats | Club                             | Wed. | W  | G | V  | Saldo | Ptn. |
| ------ | -------------------------------- | ---- | -- | - | -- | ----- | ---- |
| 1.     | SV Prussia-Samland Königsberg    | 14   | 13 | 1 | 0  | 59:11 | 27   |
| 2.     | VfB Königsberg                   | 14   | 11 | 0 | 3  | 46:16 | 22   |
| 3.     | SV Prussia-Samland Königsberg II | 14   | 9  | 1 | 4  | 52:21 | 19   |
| 4.     | RSV Ostmark Königsbeg            | 13   | 4  | 1 | 8  | 20:39 | 9    |
| 5.     | VfB Königsberg II                | 14   | 4  | 1 | 9  | 25:30 | 9    |
| 6.     | Königsberger BC                  | 14   | 4  | 1 | 9  | 25:35 | 9    |
| 7.     | SC Ostpreußen Königsberg         | 13   | 4  | 0 | 9  | 26:58 | 8    |
| 8.     | Akademischer SC Königsberg       | 14   | 1  | 1 | 12 | 11:54 | 3    |

|  | Kampioen |

## Bezirk Tilsit/Memel
Het Bezirk Tilsit/Memel werd in twee groepen verdeeld. Uit groep 1a is alleen winnaar SC Lituania Tilsit bekend. Uit groep 1b alleen winnaar MTV Memel. De finale werd gewonnen door Lituania Tilsit.

## Bezirk Gumbinnen/Insterburg
| Plaats | Club                  |
| ------ | --------------------- |
| 1.     | FC Preußen Gumbinnen  |
| 2.     | SC Preußen Insterburg |
| 3.     | SV Insterburg         |
| 4.     | TSV Eydtkuhnen        |

|  | Kampioen |

## Bezirk Rastenburg/Lyck
Uit het Bezirk Rastenburg/Lyck zijn alleen kampioen Rastenburger SV en BuEV Lötzen bekend. 

## Bezirk Allenstein/Osterode
Uit het Bezirk Allenstein/Osterode zijn alleen kampioen SV 1910 Allenstein en FC Seminarsportverein Osterode bekend.  